# Richard Armitage (aktor)
Richard Crispin Armitage (ur. 22 sierpnia 1971 w Leicester) – brytyjski aktor telewizyjny, filmowy i teatralny. Absolwent London Academy of Music and Dramatic Art. Występował jako Guy z Gisborn w serialu Robin Hood (2006) oraz Thorin Dębowa Tarcza w trylogii Hobbit.

## Filmografia

### Filmy fabularne
- 1999: Gwiezdne wojny: część I – Mroczne widmo jako pilot Naboo
- 2005: Frozen jako Steven

- 2011: Kapitan Ameryka: Pierwsze starcie jako Heinz Kruger

- 2012: Hobbit: Niezwykła podróż jako Thorin Dębowa Tarcza
- 2013: Hobbit: Pustkowie Smauga jako Thorin Dębowa Tarcza
- 2014: Epicentrum jako Gary Fuller
- 2014: Hobbit: Bitwa Pięciu Armii jako Thorin Dębowa Tarcza
- 2014: Czarownice z Salem (The Crucible) jako John Proctor
- 2016: Alicja po drugiej stronie lustra jako król Oleron
- 2017: Pilgrimage jako Raymond De Merville
- 2018: Ocean’s 8 jako Claude Becker

### Seriale TV
- 1999: Kleopatra (Cleopatra) jako Epifanes
- 2004: Północ-Południe jako John Thornton
- 2006–2009: Robin Hood jako Guy z Gisborn
- 2007: Agatha Christie: Panna Marple jako Philip Durrant
- 2011: Kontra: Operacja Świt jako John Porter
- 2015: Hannibal jako Francis Dolarhyde
- 2016: Stacja Berlin jako Daniel Miller
- 2020: The Stranger jako Adam Price
- 2023: Obsesja (Netflix)

### Teatr
- 1991: 42nd Street(inne języki), jako członek zespołu/chóru
- 1994: Koty (Cats) jako Macavity Cat i Admetus[4]
- 1995: The Long and the Short and the Tall(inne języki)
- 1995: The Real Thing(inne języki)
- 1995: Six Degrees of Separation jako narrator (audiobook)
- 1995: Śmierć komiwojażera jako Flan
- 1998: Hamlet jako Bernardo
- 1999: The Four Alice Bakers jako Young Richie Baker
- 1999–2000: Macbeth jako Angus
- 2000–2001: The Duchess of Malfi(inne języki) jako Delio
- 2002: Use Me As Your Cardigan jako Jez
- 2010: The Twenty Four Hour Plays Celebrity Gala: The Third Wish jako Dennis/on sam[4]
- 2014: Pinter/PROUST: Remembrance of Things Past jako Swann, Dziennikarz, Patron Brothela
- 2014: The Crucible jako John Proctor[5]
- 2016: Love, Love, Love jako Kenneth[6]
- 2020: Wujaszek Wania (Uncle Vanya) jako Astrov[7]